# 31. Tarnowska Nagroda Filmowa
31. Tarnowska Nagroda Filmowa – odbyła się w dniach 21-29 kwietnia 2017 roku.

## Filmy konkursowe

### Konkurs główny
- Amok – reż. Kasia Adamik
- Fale – reż. Grzegorz Zariczny
- Jestem mordercą – reż. Maciej Pieprzyca
- Kamper – reż. Łukasz Grzegorzek
- Ostatnia rodzina – reż. Jan P. Matuszyński
- Pokot – reż. Agnieszka Holland
- Prosta historia o morderstwie – reż. Arkadiusz Jakubik
- Szczęście świata – reż. Michał Rosa
- Wołyń – reż. Wojciech Smarzowski
- Wspomnienie lata – reż. Adam Guziński
- Zaćma – reż. Ryszard Bugajski
- Zjednoczone stany miłości – reż. Tomasz Wasilewski

### Konkurs „Kino Młodego Widza”
- Agi Bagi, odc. Księżyc – reż. Tomasz Niedźwiedź
- Basia i upał w ZOO – reż. Marcin Wasilewski
- Czapu, Czipu. Co to tak pada? – reż. Bogna Sroka-Mucha
- Doradcy króla Hydropsa – reż. Natalia Brożyńska
- Kacperiada, odc.:
  - Porządny bałagan – reż. Tomasz Leśniak
  - Prawie prawda – reż. Michał Śledziński
  - Według planu – reż. Kamil Polak
- Kamień na dnie jeziora – reż. Jacek Adamczak
- Kobiałka z rozumem – reż. Andrzej Kukuła
- Kostka i Kulka, odc. Flaga – reż. Tomasz Niedźwiedź
- Kuba i Śruba, odc.:
  - Czarnoksiężnik – reż. Bronisław Zeman i Andrzej Orzechowski
  - Fasolowa zupa – reż. Marek Burda
  - Pięciu rozbójników – reż. Bronisław Zeman i Andrzej Orzechowski
- Miłek z czarnego lasu – reż. Ewelina Stefańska
- Przytul mnie, odc.:
  - Czasem – reż. Mateusz Jarmulski
  - Potwory – reż. Mateusz Jarmulski
  - Ten wyjątkowy dzień – reż. Mateusz Jarmulski
- Toru Superlis, odc. Skarb – reż. Piotr Szczepanowicz
- Wiercimisie, odc. Gdzie jest Bubi? – reż. Marzena Nehrebecka
- Wiking Tappi, odc. Zamieszanie z zimowymi zapasami – reż. Andrzej Piotr Morawski
- Żubr Pompik, odc. Duże i małe – reż. Wiesław Zięba

## Skład jury
- Feliks Falk – reżyser, przewodniczący jury
- Marian Dziędziel – aktor
- Paweł Felis – dziennikarz, krytyk filmowy
- Maria Magdalena Gierat – filmoznawczyni, szefowa kina „Pod Baranami” w Krakowie
- Krystyna Latała – przewodnicząca Rady Kultury przy Prezydencie Miasta Tarnowa
- Zbigniew Wichłacz – operator filmowy

## Laureaci

### Konkurs główny
- Nagroda Grand Prix – Statuetka Maszkarona:
  - Jestem mordercą – reż. Maciej Pieprzyca

- Nagroda Jury Młodzieżowego – Statuetka Kamerzysty:
  - Pokot – reż. Agnieszka Holland

- Nagroda publiczności – Statuetka Publika:
  - Ostatnia rodzina – reż. Jan P. Matuszyński

- Nagroda specjalna jury:
  - Grzegorz Zariczny – za zachwycający psychologiczną i emocjonalną prawdą debiut, który udowadnia reżyserski talent oraz zdolność patrzenia na świat i ludzi w sposób niepowierzchowny i fascynujący dla widza (Fale)

- Nagroda za całokształt twórczości – Statuetka Wędrowiec:
  - Janusz Gajos

### Konkurs „Kino Młodego Widza”
- Nagroda Jury Dziecięcego – Statuetka Maszka:
  - Kuba i Śruba, odc. Fasolowa zupa – reż. Marek Burda